# Alsótők
Alsótők (románul Tiocu de Jos) falu Romániában, Kolozs megyében.

## Története
Nevének változatai: Alsótök (1392), Also-Tökuk (1406), Also-Tewk (1442), Also Theok (1587). Kőtemplomát 1480-ban építették
1850-ben 320 lakosából 211 román és 109 magyar volt. 1930-ban az 591 lakosból 414 román, 164 magyar, 11 zsidó volt.

## Látnivalók
- Református templom